# Frida Kern
Pour les articles homonymes, voir Kern.
Frida Kern, née Seitz (9 mars 1891-23 décembre 1988), est une compositrice autrichienne.

## Biographie
Née à Vienne, elle grandit à Linz. Elle étudie le piano avec Anna Zappa, puis à l'académie de musique de Linz avec August Göllerich.
Elle épouse Max Kern en 1909 et commence à composer en 1911. En 1923, elle entre à l'Académie de Vienne où elle étudie la composition avec Franz Schmidt et la direction d'orchestre avec Robert Heger. Elle poursuit ses études avec Eusebius Mandyczevski et Alexander Wunderer (en) et est diplômée en 1927.
Kern a créé un orchestre de femmes qui a fait des tournées en Europe et en Afrique du Nord. En 1942, elle accepte un poste d'enseignant à l'école de musique de Vienne. Elle meurt à Linz,.

## Œuvres
- Die vier Geigerlein (Vier kleine Vortragsstucke) (1891-1988) pour 4 violons
- Flötenserenade op. 62 (1891-1988) pour flûte traversière et piano
- Scherzo (1891-1988) pour cor et piano
- Spanischer Tanz no 1 aus op. 24 (1891-1988) pour basson et piano ou violoncelle et piano
- Vier Stücke für Bläserquintett op. 25 (1891-1988) pour quintette à vent